# Мельг
Мельг — пресноводное озеро на территории Боровского сельского поселения Калевальского района Республики Карелии.

## Общие сведения
Площадь озера — 7,1 км², площадь водосборного бассейна — 318 км². Располагается на высоте 132,8 метров над уровнем моря.
Форма озера лопастная, продолговатая: оно вытянуто с северо-запада на юго-восток. Берега изрезанные, преимущественно заболоченные.
Через озеро протекает река Пизьму. Пизьма впадает в озеро Юлиярви, через которое протекает река Кемь.
В озере более десяти безымянных островов различной площади, однако их количество может варьироваться в зависимости от уровня воды.
Код объекта в государственном водном реестре — 02020000911102000005001.